# Balfate
Balfate är en kommun i Honduras. Den tillhör departementet Colón, 210 km norr om huvudstaden Tegucigalpa. Arean är 332 kvadratkilometer. Antalet invånare var 13 103 vid en mätning år 2013.
Kommunen innehåller följande orter (aldeas) och dessa har följande administrativa koder (0202 är koden för kommunen):
| Kod    | Aldea           |
| ------ | --------------- |
| 020201 | Balfate         |
| 020202 | Arenalosa       |
| 020203 | Bambú           |
| 020204 | Cuyamel         |
| 020205 | El Cenizo       |
| 020206 | El Porvenir     |
| 020207 | El Satal        |
| 020208 | El Satalito     |
| 020209 | Las Crucitas    |
| 020210 | Las Flores      |
| 020211 | Las Mangas      |
| 020212 | Limera          |
| 020213 | Lis Lis         |
| 020214 | Lucinda         |
| 020215 | Planes de Bambú |
| 020216 | Río Coco        |
| 020217 | Río Esteban     |
| 020218 | San Luis        |